# 里卡河 (蒂薩河支流)

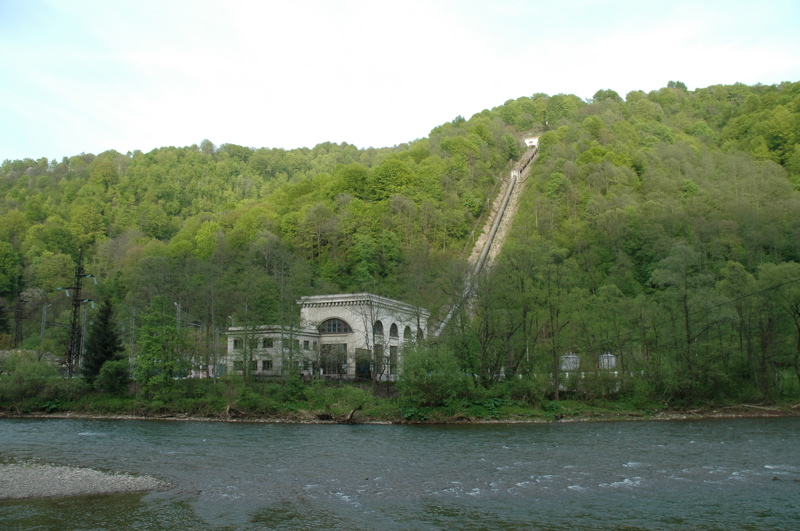

里卡河（烏克蘭語：Ріка），是烏克蘭的河流，位於該國西部，流經外喀爾巴阡州，屬於蒂薩河的支流，河道全長92公里，流域面積1,240平方公里，河水處在胡斯特附近。